# Тихоцьке
Тихо́цьке —  село в Україні, у Ізюмській міській громаді Ізюмського району Харківської області. Населення становить 23 особи. До 2019 орган місцевого самоврядування — Кам'янська сільська рада.

## Географія
Село Тихоцьке знаходиться на лівому березі річки Суха Кам'янка, біля її витоків, нижче за течією примикає до села Суха Кам'янка. На відстані 1,5 км проходить автомобільна дорога E40 (М03).

## Історія
1779 рік - дата першої згадки села.
Назване на честь колишнього власника села - учасника Кавказьких воєн з Персією і експедицій по Головному Кавказькому гірському пасму на початку XIX століття полковника Якова Михайловича Тихоцького, кавалера ордена Св. Георгія 4-го ст. (1824), ордена Св. Анни 2-го ст. (1813) і ордена Св. Анни 4-го ст. з написом «За хоробрість» (1810).
Початкова назва поселення - Голиківське
12 червня 2020 року, розпорядженням Кабінету Міністрів України № 725-р «Про визначення адміністративних центрів та затвердження територій територіальних громад Харківської області», увійшло до складу Ізюмської міської громади.
19 липня 2020 року, в результаті адміністративно-територіальної реформи та ліквідації Ізюмського району, село увійшло до складу новоутвореного Ізюмського району.

## Економіка
- Молочно-товарна ферма. Зруйнована.
- Нині село нежиле.

## Населення
За переписом населення України 2001 року в селі мешкали 23 особи.

### Мова
Розподіл населення за рідною мовою за даними перепису 2001 року:
| Мова       | Відсоток |
| ---------- | -------- |
| українська | 78,26 %  |
| російська  | 21,74 %  |